# Mosun Belo-Olusoga
Mosun Belo-Olusoga (13 de setembro de 1957)  é uma executiva financeira nigeriana, especialista em gestão de crédito e risco. Atuou como presidente do Access Bank PLC e atua como diretora não executiva no conselho da Premium Pensions Limited, Action Aid e MTN Foundation. Foi Diretora Não Executiva de Gestão de Ativos e Recursos e Diretora Geral Interina de África, Guaranty Trust Bank. É fundadora da Academia Cidade do Conhecimento, em Ijebu-Ode, no estado de Ogun.

## Carreira
Mosun Belo-Olusoga formou-se na Universidade de Ibadan, em 1979, em Economia. Trabalhou no setor bancário por três décadas e saiu do Guaranty Trust Bank, em 2006, como Diretora Executiva de Banco de Investimento. Foi por diversas vezes responsável pela Gestão de Risco, Banca Corporativa e Comercial, Banca de Investimento, Serviços de Transacções e Liquidação.
Em novembro de 2007, ingressou no Conselho do Access Bank. Foi Presidente do Comitê de Crédito e Finanças até sua nomeação como Presidente do Conselho, em julho de 2015. Também atuou como membro dos Comitês de Auditoria, Governança e Nomeação e Gestão de Risco e Remuneração. Ela é membro do Institute of Chartered Accountants of Nigeria e do Chartered Institute of Bankers of Nigeria.
Tornou-se Consultora Principal/Diretora do Programa da The KRC Limited. Ela atuou no Conselho da Empresa de Gestão de Ativos e Recursos e anteriormente presidiu a Associação de Equipamentos e Leasing da Nigéria. 
Belo-Olusoga foi nomeada entre a lista inaugural das 100 mulheres africanas mais influentes em 2019 pela Avance Media.